# Teresa De Giuli-Borsi
Teresa De Giuli-Borsi (Mondovì, 26 ottobre 1817 – Napoli, 18 novembre 1877) è stata un soprano italiano.

## Biografia
Nasce come Maria Teresa Pippeo, figlia d'un militare piemontese, Giuseppe Pippeo e di Anna Degiuli, cantatrice. Inizia la formazione musicale col clavicembalo, e scopre la sua voce all'occasione di una malattia.
È stata allieva di Mariano Monzocchi a Torino, poi di Mazzucato in Milano. Il suo esordio fu nel 1839 al Teatro Re, in Elisa e Claudio di Saverio Mercadante, e Beatrice di Tenda di Vincenzo Bellini. Poi apparve alla Fenice, a Trieste, Padova, Reggio Emilia, Lugo e Parma, dove sposò Carlo Antonio Borsi il 5 febbraio 1842. Proseguì la formazione con Luigi Ronzi a Bologna. Nel 1842, Verdi la richiede per il ruolo d'Abigaïl in Nabucco, e inizia così per la De Giuli-Borsi une carriera internazionale. Si esibì pure a Vienna. Torna a Milano in 1844-1845 con successo : il re Carlo Alberto la nominò Cantante di Camera. In 1846-1847 e 1847-1848, si esibì a San Pietroburgo. Cantò poi nel Teatro Carlo Felice di Genova, a Roma, nel Gran Teatre del Liceu di Barcellona, nel Teatro della piazza d'Oriente di Madrid, dove tornò in 1858-1859. Cantò su tutte le scene d'Italia, tra l'altro nella Salone dei Cinquecento di Firenze, dove ricevette una medaglia d'oro. Si rese pure a Lisbonna, où, dove interpretò Paulina nella versione spagnola del Poliuto di Donizetti ed Isabel nel Roberto el Diablo di Meyerbeer fine 1850.
Risparmiò la sua voce a modo di estendere la carriera: in 1857-1858, ella si esibì nel Teatro Bellini di Palermo, poi nell'Apollo di Roma per l’autunno 1861, in opere come Isabella d’Aragona di Carlo Pedrotti il 20 novembre 1861. Ebbe successo al Teatro Paganini di Genova ne La traviata e Macbeth (autunno 1862), nel Teatro Scribe di Torino ne La traviata e nel Don Carlo di Serafino Amedeo De Ferrari (primavera 1863), nel Teatro Comunale di Ferrara (primavera 1864), nel Teatro Municipale di Odesa (ottobre 1864 - febbraio 1865) ed a Teatro Municipale di Kyiv (carnevale 1865), poi a la Fenice di Venezia (autunno 1866) in Un ballo in maschera. Per carnevale 1873 tornò a Palermo, in Ruy Blas di Filippo Marchetti e per la prima locale de La forza del destino.
Nei suoi ultimi anni, educò la figlia Giuseppina (? – Napoli, 4 febbraio 1927), soprano, che si esibì sulle scene con qualche successo tra 1870 e 1886. Sposata coll’impresario Marino Villani, Giuseppina esordì molto giovane, il 20 ottobre 1870 ne La forza del destino al Teatro Argentina di Roma e cantò sulle principali scene italiane e straniere (Barcellona, San Pietroburgo, Lisbonna, Vienna, Nizza, Siviglia, Budapest e Bucarest). Verdi l'estimò al punto di designarla come atta al ruolo di Aida (lettera del 30 marzo 1871), e per accusare Giulio Ricordi in settembre 1883 di non promuovere bene la carriera della cantatrice.
Teresa morì a Napoli nel 1877.

## Interpretazioni
Il suo gioco d'attrice si migliorò col tempo, poiché la Gazzetta musicale di Milano critica il suo stile « troppo accademico » alla sera del suo successo nel Nabucco (1842), ma dieci anni più tardi (1852), si parla del suo naturale nel gesto e l'azione.

### Ruoli creati
- Anelda d'Albano nellʾAnelda da Messina d'Edoardo Vera, a La Scala di Milano, il 17 ottobre 1843 e per l'autunno successivo[9][2].
- Jolanda in Lara di Matteo Salvi, il 4 novembre 1843[2] alla Scala, con Marietta Alboni nel ruolo di Mirza[10].
- Maria ne L'assedio di Brescia di Giovanni Bajetti, alla Scala, il 21 novembre 1843 e per l'autunno[11][2].
- Il ruolo del titolo in Sofonisba di Luigi Petrali, il 6 febbraio 1844 alla Scala[2][12].
- Lida ne La battaglia di Legnano di Verdi, nel Teatro Argentina di Roma, il 27 gennaio 1849[13]. Questo ruolo sarebbe stato scritto da verdi a posto per ella[14].
- Il ruolo del titolo in Alceste di Giuseppe Staffa, nel Teatro San Carlo di Napoli, in ottobre 1852[15].
- Elvira di Attaida in Camoëns di Gualtiero Sanelli, nel Teatro Regio di Torino, il 25 dicembre 1852[16].
- Elena ne L'assedio di Malta di Achille Graffigna, nel Teatro Nuovo di Padova, il 30 luglio 1853[17].

### Altri ruoli
- Abigaïl nel Nabucco di Verdi, per l'estate 1842[18]. Avrebbe così dato un nuovo slancio all'opera dopo quella che aveva creato il ruolo, Giuseppina Strepponi[19], poi sposa di Verdi[20].